# Greek American AA
New York Greek American Atlas Astoria Soccer Club, mais conhecida como New York Greek American, é um clube da cidade de Nova Iorque.  O clube é um dos maiores vencedores da National Challenge Cup, com 4 títulos, nos anos de 1967, 1968, 1969 e 1974. Atualmente disputa a Cosmopolitan Soccer League, liga afiliada a USASA.

## História
O clube foi fundado em 1941 pelo greco-americano Tom Laris, seu maior rival é o Pancyprian Freedoms. O clube foi campeã quatro vezes da National Challenge Cup, sendo um dos maiores campeões da competição.

## Títulos
Campeão Invicto
| NACIONAIS      | NACIONAIS              | NACIONAIS | NACIONAIS               |
|                | Competição             | Títulos   | Temporadas              |
| -------------- | ---------------------- | --------- | ----------------------- |
| Estados Unidos | National Challenge Cup | 5         | 1967, 1968, 1969 e 1974 |
| Estados Unidos | American Soccer League | 1         | 1971                    |